# Luca Baffa
Luca Baffa (in albanese: Luka Baffa; Albania, 1427 circa – Napoli, 27 novembre 1517) è stato un condottiero e capitano di ventura albanese naturalizzato italiano.
Fu milite al servizio di Ferdinando I e poi Ferdinando II re di Napoli.

## Biografia
Il milite Luca Baffa nacque in Albania verso la prima metà del XV sec. e, a causa dell'espansione turca, giunse esule nel Regno di Napoli guidando un gruppo di esuli che dall'epiro giunsero a ripopolare territori abbandonati in Calabria, dopo la morte dell'eroe albanese Giorgio Castriota Scanderbeg nel 1468.
Giunto una prima volta in Italia negli anni 1453/1455 sposò una nobldonna napoletana. Di nuovo in Albania, tornò in Italia al seguito del Castriota nel 1459 in aiuto dell'esercito di Ferdinando I fu, per i propri meriti militari da questi beneficiato, per sé ed i suoi eredi, di un privilegio di familiarità con significative esenzioni fiscali.
Successivamente al ritorno definitivo in Italia nel 1471, dopo la parentesi albanese, tornò a militare per i reali aragonesi sotto Ferdinando II per la riconquista del Regno dopo l'invasione di Carlo VIII.

## Discendenza
Dalla prima moglie ebbe numerosa prole che visse tra Napoli e la Calabria, tra cui ricordiamo i figli:
- Ferdinando
- Nicola, monaco francescano con il nome di Giovanni de Baffa
- Gerolamo
- Giannotta
- Andreana

Nella prima metà del XVI secolo il nipote ex filio a nome Petruczo sposò la nobildonna Adelfonza della Fasanella dalla quale ebbe tre figli: Stefano, capostipite della famiglia Baffa Trasci, Giannotta e Nicola, ultimo della famiglia, il quale abbracciò la carriera ecclesiastica.